# Autopista del Norte (Belice)

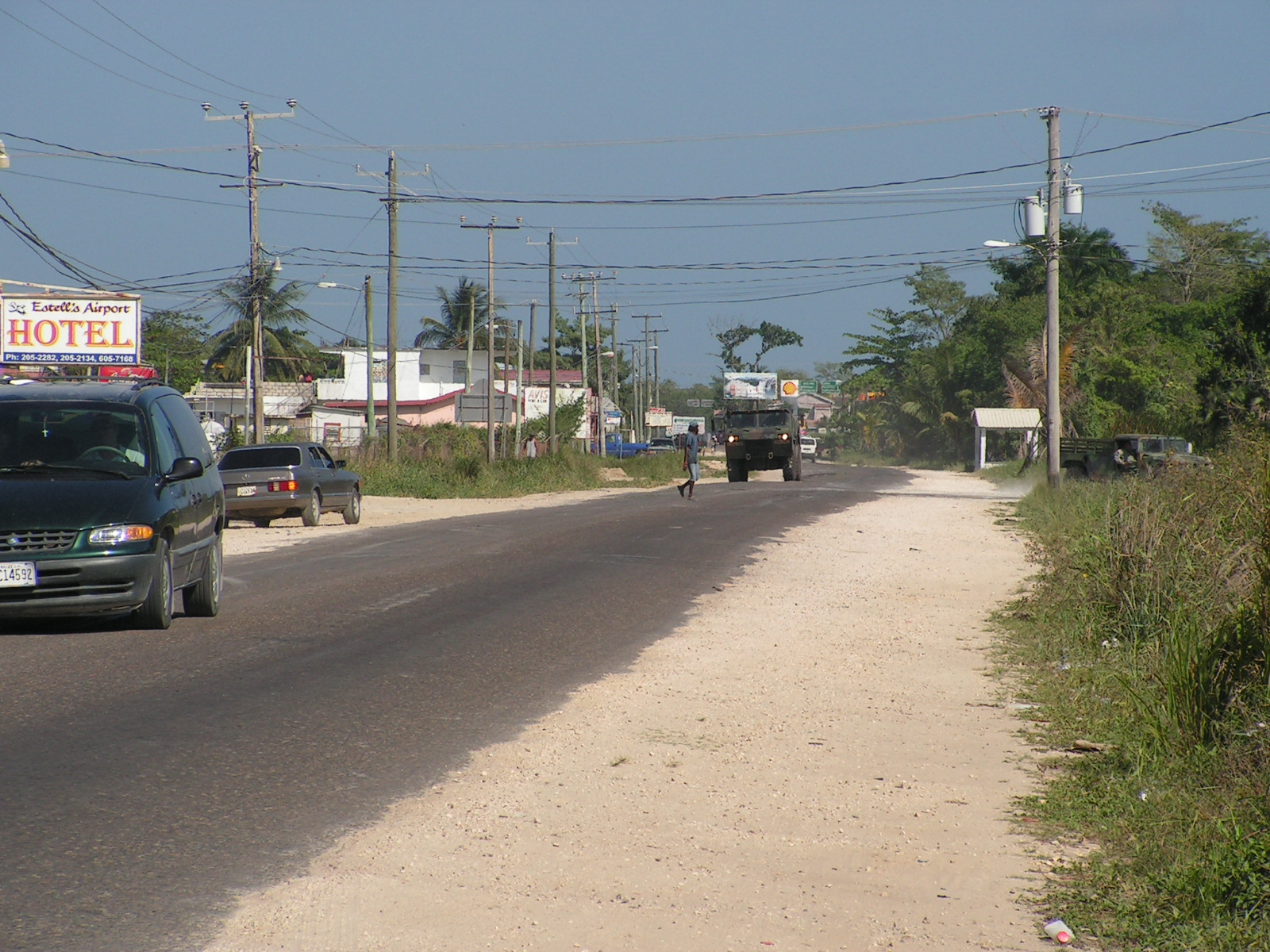
Autopista del norte, Belice.

La autopista del Norte es una autopista de Belice que recorre desde la ciudad de Belice hacia Orange Walk y Corozal hasta la frontera con México en el vecino estado de Quintana Roo. Existe conexión, aunque solo para vehículos todo terreno hacia pueblos con Aguas Turbias en la triple frontera entre Belice, México y Guatemala. Junto con la autopista del Sur, la del Oeste, forman las principales vías de comunicación terrestre de Belice.